# Campeonato Sub-17 de la AFC 2002
El Campeonato Sub-17 de la AFC de 2002 se llevó a cabo en los Emiratos Árabes Unidos del 6 al 22 de septiembre y contó con la participación de 12 selecciones infantiles de Asia provenientes de una fase eliminatoria.
Corea del Sur venció en la final a Yemen para conseguir su segundo título continental.

## Participantes
| - Yemen - Siria - Catar - India | - Uzbekistán - Pakistán - Myanmar - Corea del Sur | - China - Vietnam - Japón - UAE (anfitrión) |

## Fase de grupos

### Grupo A
| País     | J | G | E | P | GF | GC | GD | Pts |
| -------- | - | - | - | - | -- | -- | -- | --- |
| China    | 3 | 3 | 0 | 0 | 9  | 2  | +7 | 9   |
| UAE      | 3 | 1 | 1 | 1 | 5  | 4  | +1 | 4   |
| India    | 3 | 1 | 1 | 1 | 6  | 6  | 0  | 4   |
| Birmania | 3 | 0 | 0 | 3 | 4  | 12 | -8 | 0   |

| Equipo 1 | Resultado | Equipo 2 |
| -------- | --------- | -------- |
| China    | 4-1       | India    |
| UAE      | 4-2       | Myanmar  |
| China    | 1-0       | UAE      |
| India    | 4-1       | Myanmar  |
| Myanmar  | 1-4       | China    |
| India    | 1-1       | UAE      |

### Grupo B
| País          | J | G | E | P | GF | GC | GD | Pts |
| ------------- | - | - | - | - | -- | -- | -- | --- |
| Corea del Sur | 3 | 2 | 1 | 0 | 9  | 3  | +6 | 7   |
| Yemen         | 3 | 2 | 1 | 0 | 6  | 3  | +3 | 7   |
| Pakistán      | 3 | 0 | 1 | 2 | 2  | 6  | -4 | 1   |
| Vietnam       | 3 | 0 | 1 | 2 | 2  | 7  | -5 | 1   |

| Equipo 1      | Resultado | Equipo 2      |
| ------------- | --------- | ------------- |
| Vietnam       | 0-2       | Yemen         |
| Pakistán      | 0-3       | Corea del Sur |
| Vietnam       | 1-1       | Pakistán      |
| Yemen         | 2-2       | Corea del Sur |
| Corea del Sur | 4-1       | Vietnam       |
| Pakistán      | 1-2       | Yemen         |

### Grupo C
| País       | J | G | E | P | GF | GC | GD | Pts |
| ---------- | - | - | - | - | -- | -- | -- | --- |
| Uzbekistán | 3 | 2 | 1 | 0 | 4  | 2  | +2 | 7   |
| Siria      | 3 | 1 | 1 | 1 | 2  | 2  | 0  | 4   |
| Catar      | 3 | 1 | 0 | 2 | 3  | 3  | 0  | 3   |
| Japón      | 3 | 1 | 0 | 2 | 3  | 5  | -2 | 3   |

| Equipo 1   | Resultado | Equipo 2   |
| ---------- | --------- | ---------- |
| Uzbekistán | 2-1       | Japón      |
| Siria      | 1-0       | Catar      |
| Uzbekistán | 1-1       | Siria      |
| Japón      | 1-3       | Catar      |
| Catar      | 0-1       | Uzbekistán |
| Siria      | 0-1       | Japón      |

## Fase final
|  | Cuartos de final     | Cuartos de final     |                       |               | Semifinales     | Semifinales     |  |       | Final           | Final           |  |
|  | 16 y 17 de setiembre | 16 y 17 de setiembre |                       |               | 20 de setiembre | 20 de setiembre |  |       | 22 de setiembre | 22 de setiembre |  |
|  |                      |                      |                       |               |                 |                 |  |       |                 |                 |  |
|  |                      |                      |                       |               |                 |                 |  |       |                 |                 |  |
|  | Catar                | 1                    |                       |               |                 |                 |  |       |                 |                 |  |
|  | Catar                | 1                    |                       |               |                 |                 |  |       |                 |                 |  |
|  | China                | 3                    |                       |               |                 |                 |  |       |                 |                 |  |
|  | China                | 3                    |                       | China         | 0               |                 |  |       |                 |                 |  |
|  |                      |                      |                       | China         | 0               |                 |  |       |                 |                 |  |
|  |                      |                      | Yemen                 | 1             |                 |                 |  |       |                 |                 |  |
|  | Yemen                | 2                    | Yemen                 | 1             |                 |                 |  |       |                 |                 |  |
|  | Yemen                | 2                    |                       |               |                 |                 |  |       |                 |                 |  |
|  | Siria                | 1                    |                       |               |                 |                 |  |       |                 |                 |  |
|  | Siria                | 1                    |                       |               |                 |                 |  | Yemen | 1               |                 |  |
|  |                      |                      |                       |               |                 |                 |  | Yemen | 1               |                 |  |
|  |                      |                      | Corea del Sur (3-5 p) | 1             |                 |                 |  |       |                 |                 |  |
|  | India                | 1                    | Corea del Sur (3-5 p) | 1             |                 |                 |  |       |                 |                 |  |
|  | India                | 1                    |                       |               |                 |                 |  |       |                 |                 |  |
|  | Corea del Sur        | 3                    |                       |               |                 |                 |  |       |                 |                 |  |
|  | Corea del Sur        | 3                    |                       | Corea del Sur | 4               |                 |  |       |                 |                 |  |
|  |                      |                      |                       | Corea del Sur | 4               |                 |  |       |                 |                 |  |
|  |                      |                      | Uzbekistán            | 0             |                 |                 |  |       |                 |                 |  |
|  | Uzbekistán           | 3                    | Uzbekistán            | 0             |                 |                 |  |       |                 |                 |  |
|  | Uzbekistán           | 3                    |                       |               |                 |                 |  |       |                 |                 |  |
|  | UAE                  | 0                    |                       |               |                 |                 |  |       |                 |                 |  |
|  | UAE                  | 0                    |                       |               |                 |                 |  |       |                 |                 |  |
|  |                      |                      |                       |               |                 |                 |  |       |                 |                 |  |

### Campeón
| Campeonato Sub-17 de la AFC 2002 |
| -------------------------------- |
| Bandera de Corea del Sur         |
| Corea del Sur 2º Título          |

## Clasificados al Mundial Sub-17
| - Corea del Sur | - Yemen | - China |